# 錫季河戰役
錫季河戰役是一場蒙古征服基輔羅斯期間的重要戰役，爆發於1238年3月4日，地點位於今日俄羅斯特維爾州松科沃區北部。

## 過程
在蒙古軍隊攻克了伏拉迪米爾-蘇茲達爾大公國的首府伏拉迪米爾後，大親王尤里二世越過伏爾加河向北逃亡，一路逃至雅羅斯拉夫爾，並於該地匆忙集结軍隊。尤里二世與他的兄弟接著重返伏拉迪米爾，企圖在蒙古人佔領該城前將之解放，然而已為時已晚。尤里隨後派出規模3,000人的偵察部隊去偵察蒙古軍隊的行蹤；偵察部隊接著回報尤里以及他的軍隊已經被蒙古軍隊完全包圍。在尤里大親王試圖重整部隊的同時，蒙古人發動了攻擊。尤里逃出包圍圈，但不久後便在錫季河沿岸遭蒙古軍隊追上，隨後便與其姪子雅羅斯拉夫爾王儲弗謝沃洛德一同死於該地。

## 結局

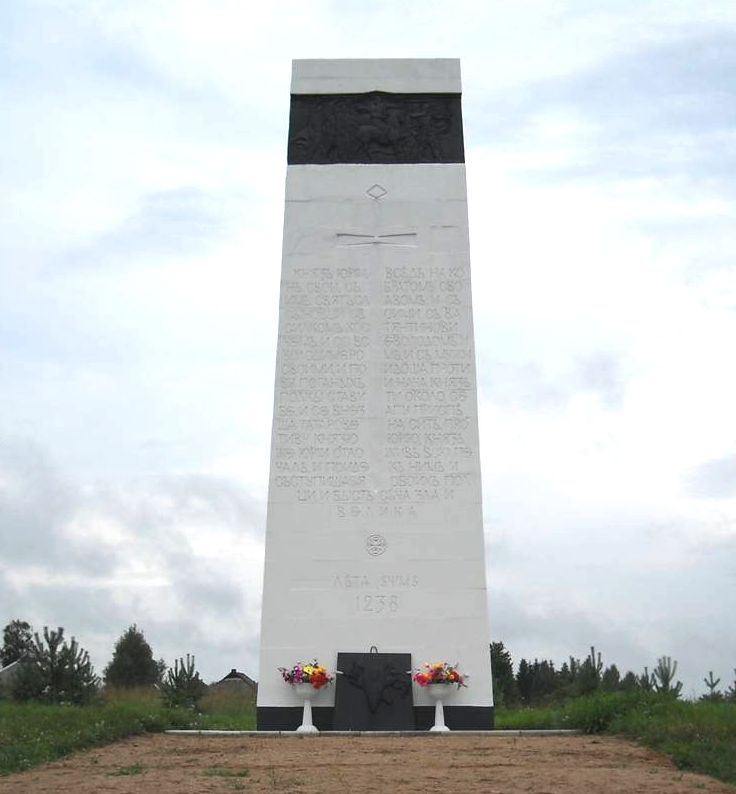
立於河岸的紀念碑。

這場戰役標誌著蒙古征服基輔羅斯的結束，此後俄羅斯諸國再也無力抵抗蒙古軍隊的侵略，同時開啟了蒙古人對今日俄羅斯和烏克蘭長達兩個世紀的統治。